# Путійська (станція)
Путійська — проміжна залізнична станція 5 класу Конотопської дирекції Південно-західної залізниці на лінії Конотоп—Ворожба.
Розташована в Буринському районі Сумської області між станціями Грузьке (4 км) та Путивль (17,5 км).
На станції зупиняються поїзди далекого та місцевого сполучення.